# Tullio Valentino
Tullio Valentino (latino: Tullius Valentinus; ... – 70) è stato un condottiero gallo della tribù dei Treviri, coinvolto nella rivolta batava (69-70) contro l'Impero romano.

## Biografia
Come capo dei Treviri, Valentino provò a convincere i Galli di associarsi alla rivolta batava di Gaio Giulio Civile e di Giulio Classico: a causa dell'opposizione di Giulio Auspice e dei suoi Lingoni, però, solo i Treviri e alcuni Lingoni si ribellarono.
Quando il generale romano Quinto Petilio Ceriale, incaricato da Tito Flavio Vespasiano di debellare la rivolta, attraversò i passi alpini alla testa di un forte esercito, Valentino si unì a Giulio Tutore, un altro treviro che combatteva contro i Romani, per cercare di opporsi alla possibilità che i rinforzi giunti dall'Italia potessero unirsi alle forze romane in difficoltà nella provincia. Tra queste vi erano due legioni, che si erano arrese a Classico a Novesium e a Bonna e che avevano accettato di giurare lealtà all'"impero della Gallia": queste due legioni giurarono spontaneamente fedeltà a Vespasiano e, una volta giunta notizia della sconfitta di Tutore e Valentino ad opera di Ceriale, si rifugiarono presso i Mediomatrici.
Valentino e Tutore incitarono nuovamente i Treviri a prendere le armi e ordinarono la morte di Erennio Gallo e di Numisio, i legati delle due legioni traditrici. Valentino si spostò a Rigodulum, in una posizione fortificata, ma Ceriale, mossosi da Moguntiacum lo attaccò, prendendolo prigioniero. Valentino fu poi inviato in Italia, e consegnato a Muciano e Domiziano, che si stavano muovendo per aiutare Ceriale, e venne condannato a morte.

### Fonti primarie
- Tacito, Historiae, iv. 69—74, 85.

### Fonti secondarie
- Smith, William, "Valentinus, Tullius", Dictionary of Greek and Roman Biography and Mythology, vol. 3, p. 1214